# Entosiphon
Entosiphonidae, Entosiphonida, Entosiphonea
Classe
Ordre
Famille
Genre
Entosiphon, unique représentant de la famille des Entosiphonidae, de l'ordre des Entosiphonida et de la classe des Entosiphonea, est un genre de protistes de l'embranchement des Euglenozoa.

## Étymologie
Le nom Entosiphon se compose du préfixe ento‑, dérivé du grec εντο / ento « à l'intérieur, en dedans », et du suffixe ‑siphon, « tube », littéralement « tube (situé) à l'intérieur », en référence à l'existence, au sein de la cellule, d'un « pharynx très profond »  caractéristique de ce protiste.

## Description
Les membres du genre Entosiphon ont un corps cellulaire ovale, avec deux flagelles de longueur presque égale, dont un traînant en arrière, un profond sillon ventral et un pharynx très profond.
L'espèce Entosiphon sulcatum Stein a un longueur de 20 µm.

## Habitat
L'espèce Entosiphon sulcatum vit en eau douce et en eau salée.

## Liste des espèces
Selon l'IRMNG (22 mai 2025) :
- Entosiphon abruptum Skvortzov
- Entosiphon acute Skvortz
- Entosiphon aerophyllum Skvortzov & Noda
- Entosiphon alinii Skvortzov & Noda
- Entosiphon anaerobicum Skvortzov & Noda
- Entosiphon applanatum Preisig
- Entosiphon berevisiphon Skvortzov & Moda
- Entosiphon brasilianum Skvortzov & Nods
- Entosiphon brevilanceolatum Skvortzov & Nocla
- Entosiphon caudatum Skvortzov & Nods.
- Entosiphon constrictum Skvortzov & Noda
- Entosiphon cuneatiformis Lackey, 1962
- Entosiphon cylindricum Skvortzov & Moda
- Entosiphon cymbellae Skvortzov & Mods.
- Entosiphon danielii Skvortzov & Noda
- Entosiphon dantatum Skvortzov & Noda
- Entosiphon depressum Skvortzov
- Entosiphon echhorniae Skvortzov & Noda
- Entosiphon ellipticum Skvortzov & Noda
- Entosiphon fontinalis Skvortzov & Mods
- Entosiphon humile Skvortzov & Noda
- Entosiphon itatiayae Skvortzov & Noda
- Entosiphon limae Skvortzov & Noda
- Entosiphon limenites R.E. Norris
- Entosiphon longistriatum Skvortzov & Noda
- Entosiphon longiusculuin Skvortzav & Noda
- Entosiphon majacae Skvortzov & Noda
- Entosiphon majus Skuja
- Entosiphon merdae Skvortzov & Moda
- Entosiphon milanezii Skvortzov & Moda
- Entosiphon montanum Skvortzav & Noda
- Entosiphon nasutum Skvortzov & Noda
- Entosiphon novum Skvortzov
- Entosiphon obliquum Klebs
- Entosiphon obliquus Klebs, 1893
- Entosiphon ovatum Stokes
- Entosiphon ovatus Stokes, 1887
- Entosiphon planum Christen, 1959
- Entosiphon pluvialis Skvortzov & Mods.
- Entosiphon polyaulax Skuja, 1932
- Entosiphon pulchrum Skvortzov & Noda
- Entosiphon punctatum SkvortzoFv & Moda
- Entosiphon rotundatum Skvortzov & Noda
- Entosiphon rupestris Skvortzav & Nods
- Entosiphon spiralis Skvortzov & Noda
- Entosiphon stagnalis Skvortzov & Noda
- Entosiphon striatum Hollande, 1942
- Entosiphon subglobossum Shi
- Entosiphon subrotundatum Skvortzov & Noda
- Entosiphon subsalsae-N Skvortzov & Noda
- Entosiphon subtropicum Skvortzov & Noda
- Entosiphon sulcatum (Dujardin, 1841) Stein, 1878
  - Espèce synonyme : Anisonema sulcata Dujardin, 1841
- Entosiphon triquetrum Skvorttov & Noda
- Entosiphon utriculariae Skvortzov & Noda
- Entosiphon Wrightianum Woodhead & Tweed

## Systématique
Le nom valide de ce taxon est Entosiphon Stein, 1878.
Entosiphon a pour synonymes :
- Entosiphonomonas Larsen &. Patterson 1991
- Entosiphum

## Publication originale
- (de) Stein, F. von 1878. Der Organismus der Infusionsthiere nach eigenen Forschungen in systematischer Reihenfolge bearbeitet. III. Abtheilung. Die Naturgeschichte der Flagellaten oder Geisselinfusorien. I. Hälfte, den noch nicht abgeschlossenen allgemeinen Theil, nebst Erklärung der sämmtlichen Abbildungen enthaltend. pp. I–X, 1–154, planches I–XXIV. Leipzig: Wilhelm Engelmann : lire en ligne.